# Placówki dyplomatyczne i konsularne w Polsce: M
Stan na: 23 grudnia 2024

## Macedonia Północna

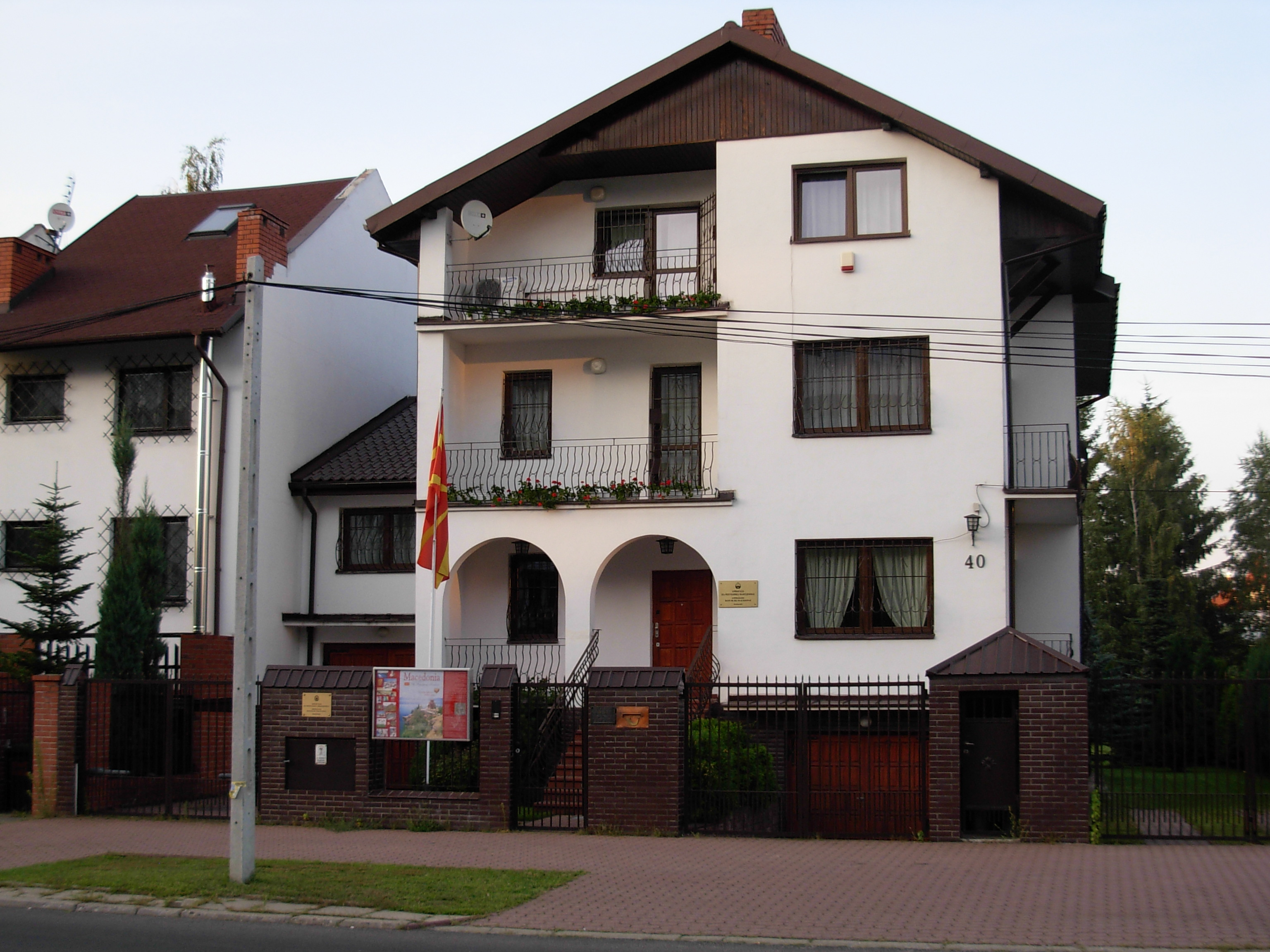
Siedziba ambasady Macedonii Północnej przy ulicy Królowej Marysieńki w Warszawie

Ambasada Republiki Macedonii Północnej w Warszawie
- szef placówki: Jasmin Kjahil (ambasador)
- Strona oficjalna

## Madagaskar
Brak placówki – Polskę obsługuje Ambasada Republiki Madagaskaru w Berlinie (Niemcy).

## Malawi
Brak placówki – Polskę obsługuje Ambasada Republiki Malawi w Berlinie (Niemcy).
Konsulat Honorowy Republiki Malawi w Warszawie
- szef placówki: Andrzej Brusikiewicz (konsul honorowy)

## Malediwy
Brak placówki – Polskę obsługuje Ambasada Republiki Malediwów w Brukseli (Belgia).

## Malezja
Ambasada Malezji w Warszawie

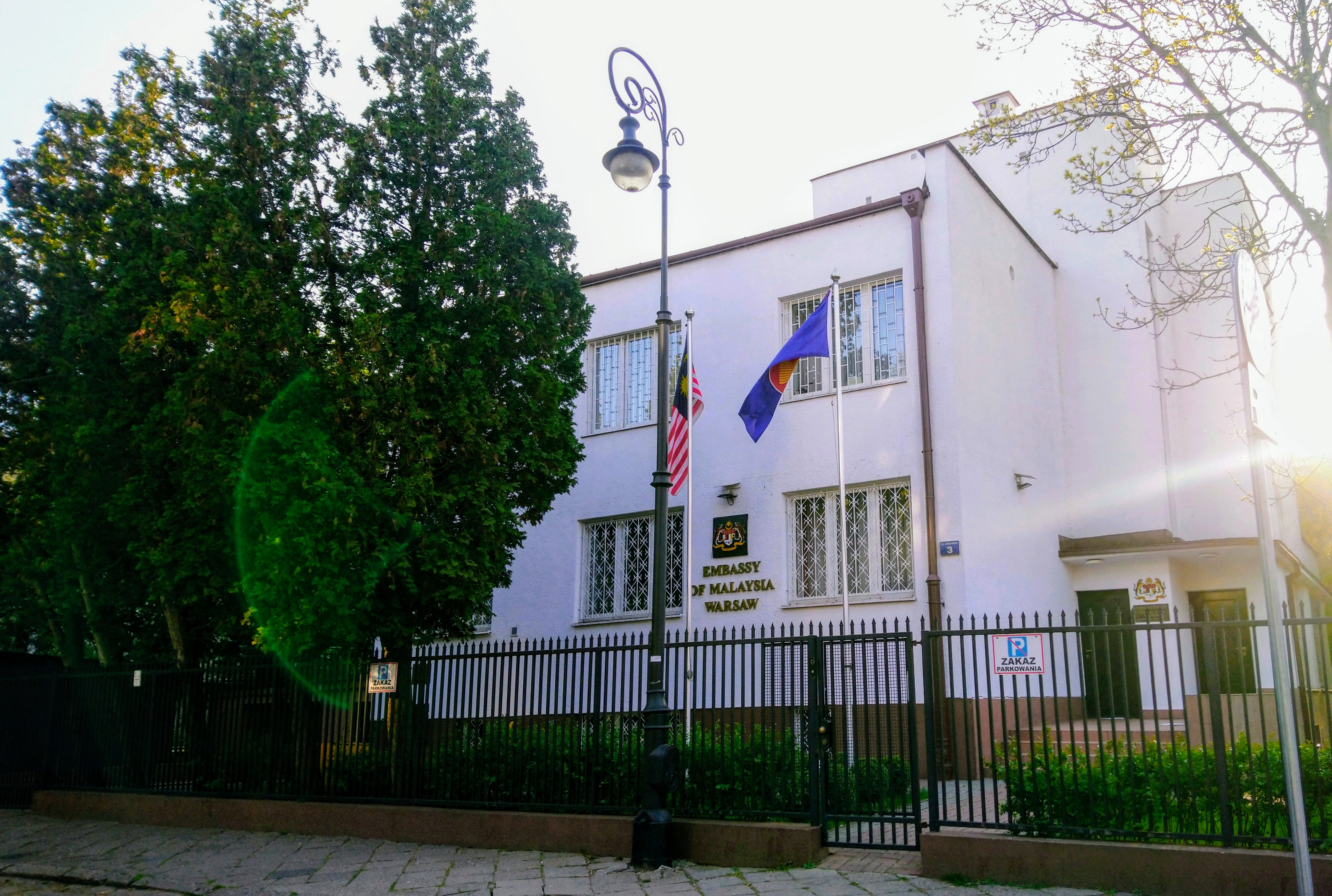
Siedziba ambasady Malezji przy ulicy Gruzińskiej w Warszawie

- szef placówki: Dato Chitra Devi Ramiah (ambasador)
- Strona oficjalna

## Mali
Brak placówki – Polskę obsługuje Ambasada Mali w Berlinie (Niemcy).
Konsulat Honorowy Republiki Mali w Warszawie
- szef placówki: Mamadou Konate (konsul honorowy)
- Strona oficjalna

## Malta

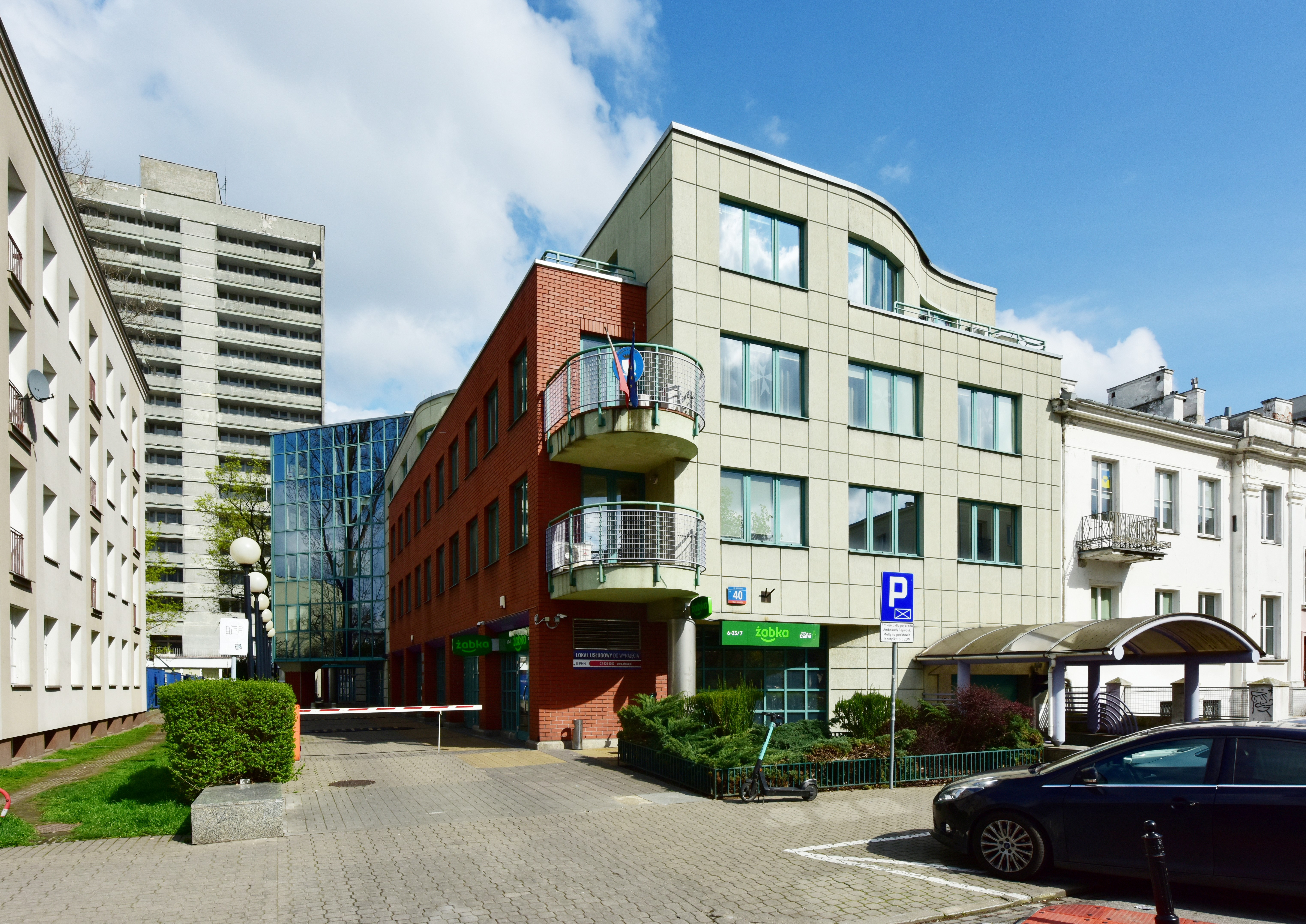
Siedziba ambasady Malty przy ul. Wiśniowej 40 w Warszawie

Ambasada Republiki Malty w Warszawie
- szef placówki: Gavin Gulia (ambasador)
- Strona oficjalna

Konsulat Honorowy Republiki Malty w Białymstoku
- szef placówki: Janusz Kazberuk (konsul honorowy)
- Strona oficjalna

Konsulat Honorowy Republiki Malty w Gdyni
- szef placówki: Sławomir Kalicki (konsul honorowy)

Konsulat Honorowy Republiki Malty w Łodzi
- szef placówki: Michał Moczkowski (konsul honorowy)

Konsulat Honorowy Republiki Malty we Wrocławiu
- szef placówki: Krystyna Maria Mikulanka (konsul honorowy)

## Maroko

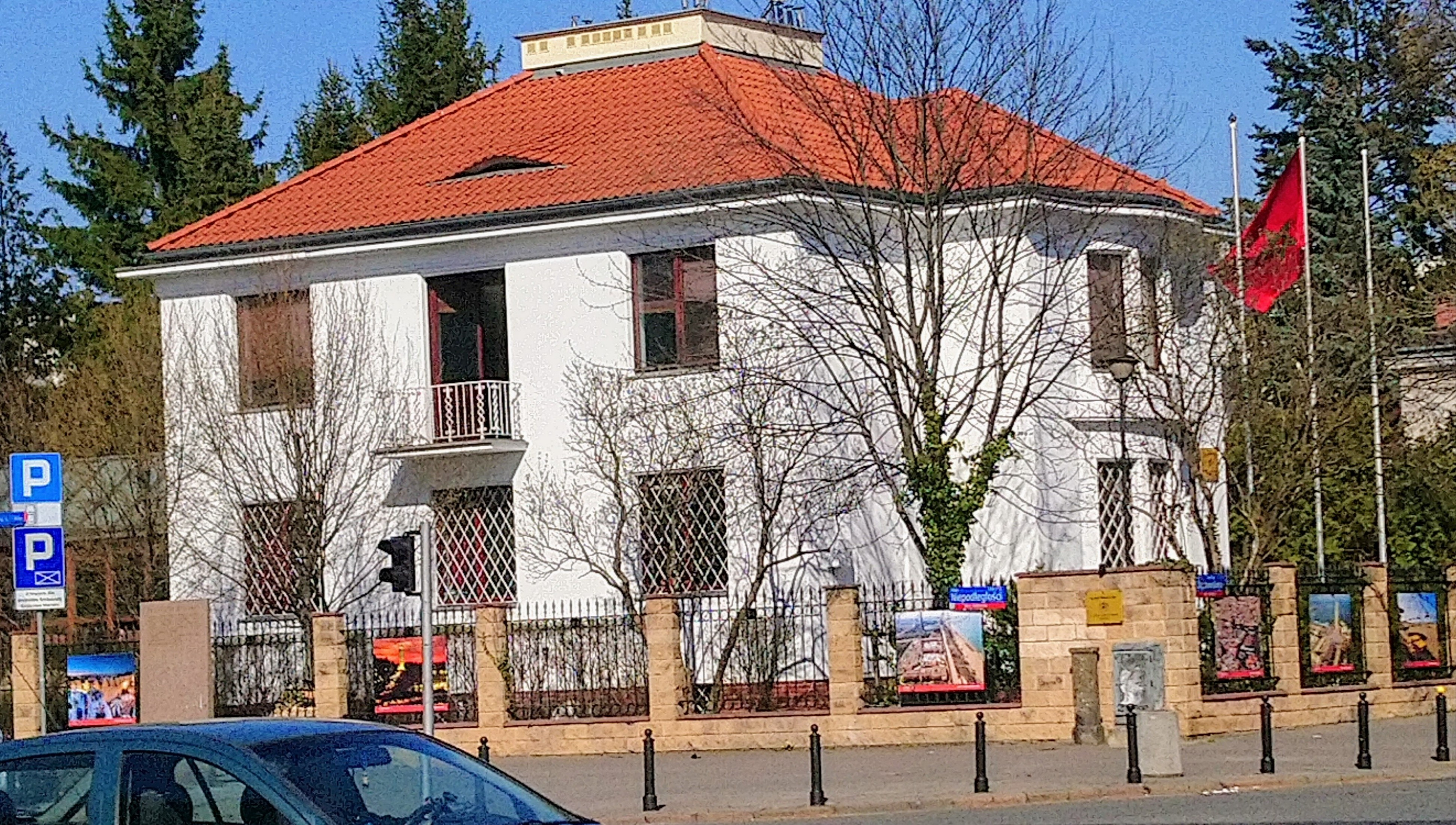
Ambasada Maroka w Warszawie

Ambasada Królestwa Marokańskiego w Warszawie
- szef placówki: Abderrahim Atmoun (ambasador)

Konsulat Honorowy Królestwa Marokańskiego w Poznaniu
- szef placówki: Paweł Artur Mietlicki (konsul honorowy)

## Mauretania
Brak placówki – Polskę obsługuje Ambasada Islamskiej Republiki Mauretańskiej w Berlinie (Niemcy).

## Mauritius
Brak placówki – Polskę obsługuje Ambasada Republiki Mauritiusu w Berlinie (Niemcy).

## Meksyk

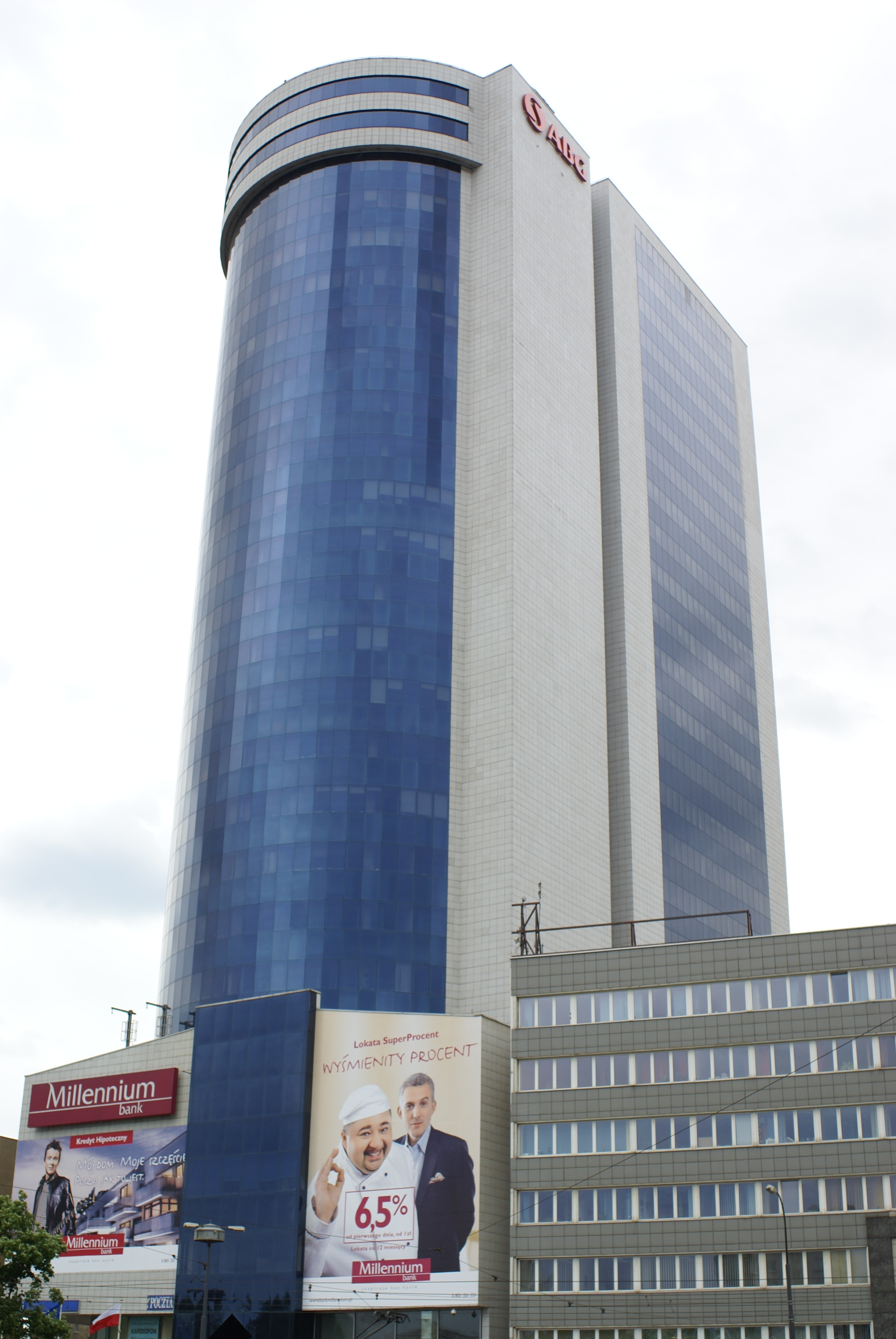
Budynek Atlas Tower w Alejach Jerozolimskich w Warszawie, mieszczący m.in. ambasadę Meksyku

Ambasada Meksykańskich Stanów Zjednoczonych w Warszawie
- szef placówki: Juan Sandoval Mendiolea (ambasador)
- Strona oficjalna

Konsulat Honorowy Meksykańskich Stanów Zjednoczonych w Gdańsku
- szef placówki: Andrzej Suchecki (konsul honorowy)

Konsulat Honorowy Meksykańskich Stanów Zjednoczonych w Krakowie
- szef placówki: Sebastian Chwedeczko (konsul honorowy)

Konsulat Honorowy Meksykańskich Stanów Zjednoczonych w Poznaniu
- szef placówki: Władysław Szebiotko (konsul honorowy)

Konsulat Honorowy Meksykańskich Stanów Zjednoczonych we Wrocławiu
- szef placówki: Bogdan Spiż (konsul honorowy)

## Mikronezja
Brak nawiązanych stosunków dyplomatycznych.

## Mjanma
Brak placówki – Polskę obsługuje Ambasada Republiki Związku Mjanmy w Berlinie (Niemcy).

## Mołdawia

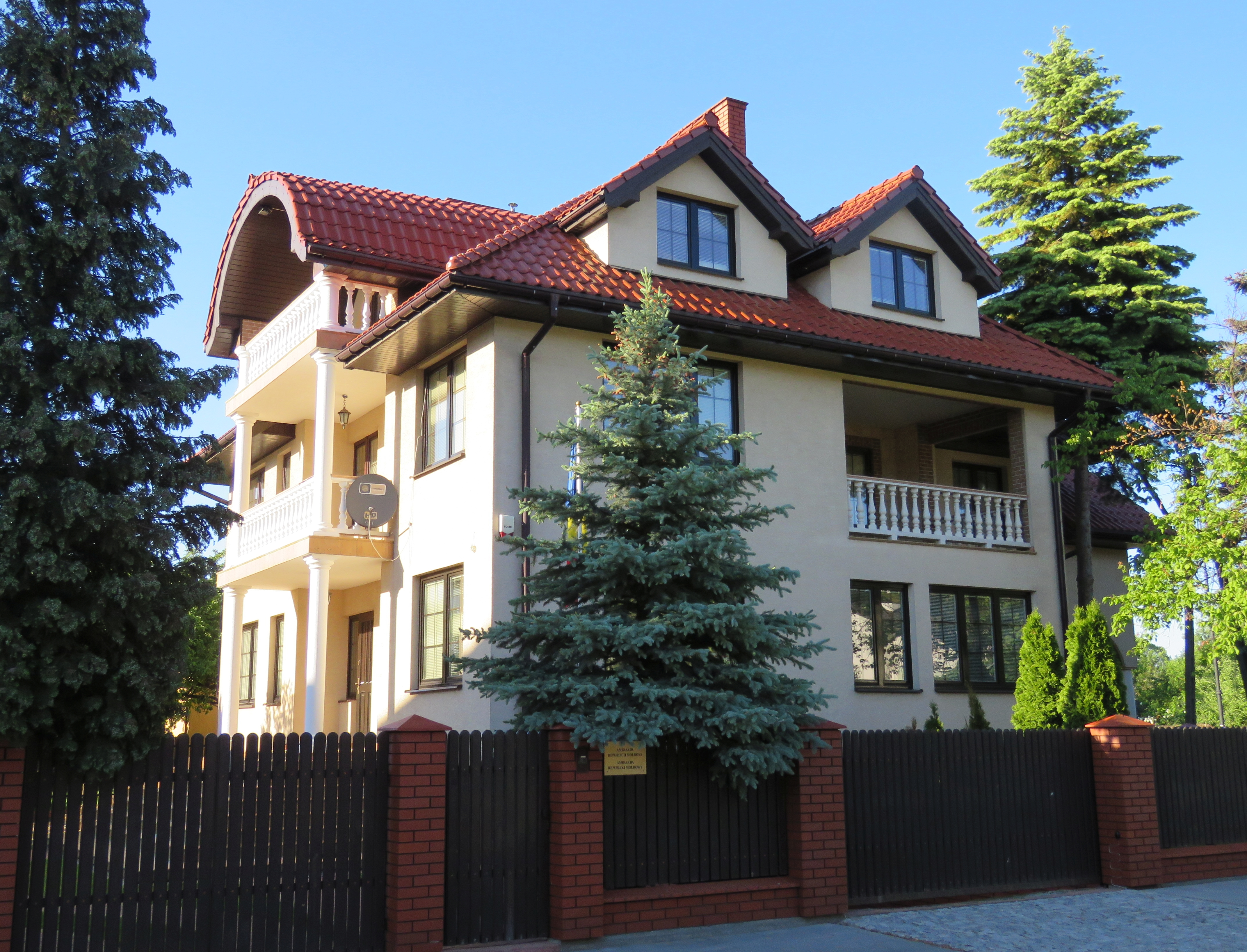
Ambasada Mołdawii przy ul. Imielińskiej 1 w Warszawie

Ambasada Republiki Mołdawii w Warszawie
- szef placówki: Violeta Agrici (ambasador)
- Strona oficjalna

Konsulat Honorowy Republiki Mołdawii w Elblągu
- szef placówki: Maciej Bukowski (konsul honorowy)

Konsulat Honorowy Republiki Mołdawii w Gdańsku
- szef placówki: Jacek Tymiński (konsul honorowy)

Konsulat Honorowy Republiki Mołdawii w Lublinie
- szef placówki: Andrzej Kita (konsul honorowy)
- Strona oficjalna

Konsulat Honorowy Republiki Mołdawii w Łodzi
- szef placówki: Pavel Scura (konsul honorowy)

Konsulat Honorowy Republiki Mołdawii w Szczecinie
- szef placówki: Aleksander Adam Łaskawer (konsul honorowy)

Konsulat Honorowy Republiki Mołdawii w Toruniu
- szef placówki: Jan Mrozowski (konsul honorowy)
- Strona oficjalna

## Monako
Brak placówki – Polskę obsługuje Ambasada Księstwa Monako w Berlinie (Niemcy).
Konsulat Honorowy Księstwa Monako w Warszawie
- szef placówki: Tomasz Wardyński (konsul honorowy)

## Mongolia
Ambasada Mongolii w Warszawie

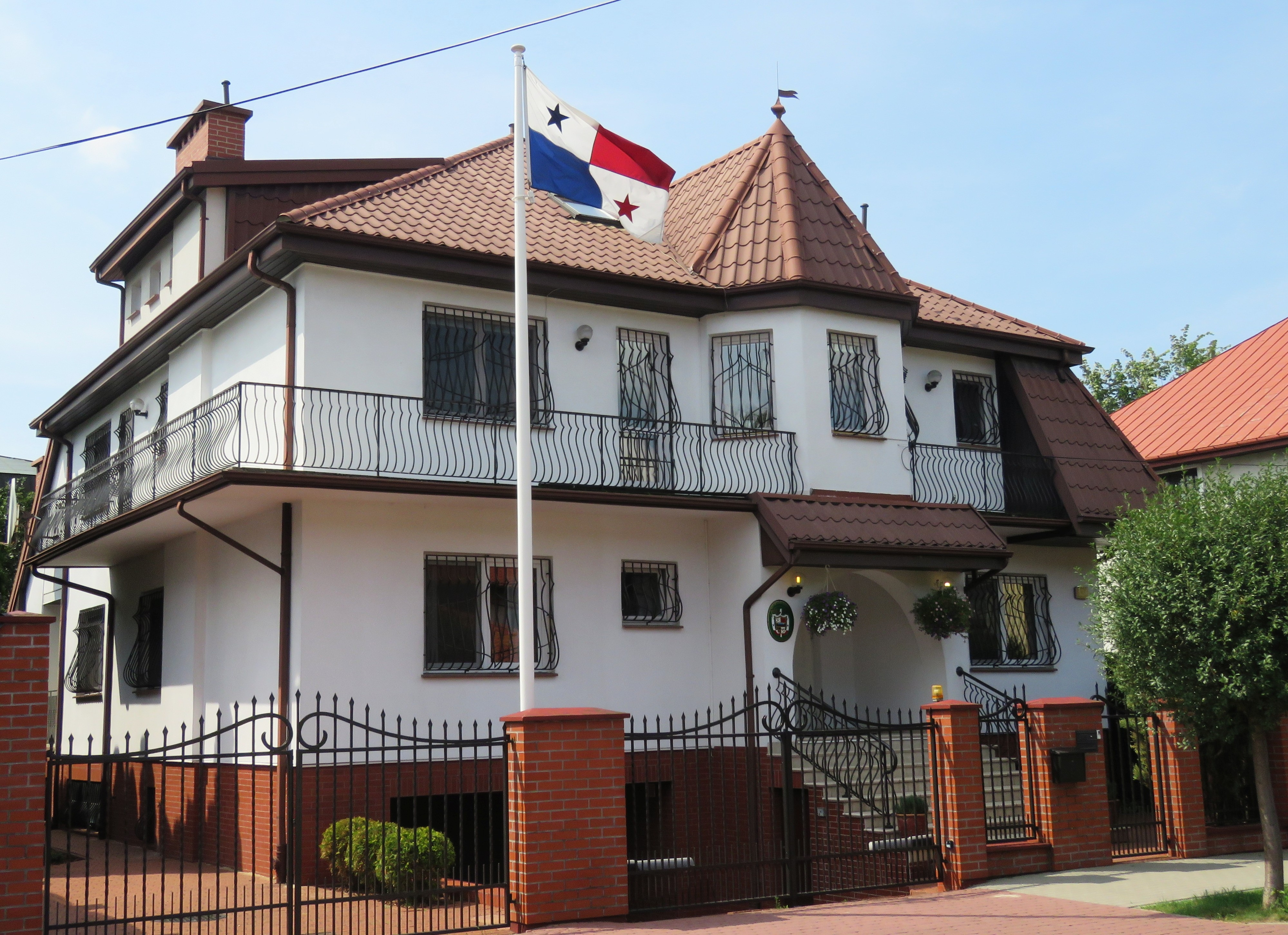
Siedziba ambasady Mongolii przy ul. Biedronki 13a w Warszawie

- szef placówki: Oyundari Navaan-Yunden (ambasador)
- Strona oficjalna

Konsulat Honorowy Mongolii w Białymstoku
- szef placówki: Dominika Czarnecka (konsul honorowy)

Konsulat Honorowy Mongolii w Katowicach
- szef placówki: Marcin Mistarz (konsul honorowy)

Konsulat Honorowy Mongolii w Krakowie
- szef placówki: Urtnasan Tsakhiur (konsul honorowy)

## Mozambik
Brak placówki – Polskę obsługuje Ambasada Republiki Mozambiku w Berlinie (Niemcy).